# Japan Open Tennis Championships 1987
Il Japan Open Tennis Championships 1987 è stato un torneo di tennis giocato sul cemento. 
È stata la 15ª edizione del Japan Open Tennis Championships, che fa parte della categoria del Nabisco Grand Prix 1987 e del Virginia Slims World Championship Series 1987. Sia il torneo maschile che quello femminile si sono giocati a Tokyo in Giappone, dal 13 al 19 
aprile 1987.

## Campioni

### Singolare maschile
Stefan Edberg ha battuto in finale  David Pate con il punteggio di 7–6, 6–4

### Singolare femminile
Katerina Maleeva ha battuto in finale  Barbara Gerken con il punteggio di 6–2, 6–3

### Doppio maschile
Paul Annacone /  Kevin Curren hanno battuto in finale  Andrés Gómez /  Anders Järryd con il punteggio di 6–4, 7–6

### Doppio femminile
Kathy Jordan /  Betsy Nagelsen hanno battuto in finale  Sandy Collins /  Sharon Walsh con il punteggio di 6–3, 7–5